# Teo Torriatte (Let us Cling Together)
"Teo Torriatte (Let Us Cling Together)" (てを とりあって - Hiragana, Teo toriatte - Rōmaji). Es una canción de 1976 incluida en el disco A Day at the Races realizado por la banda de rock inglesa Queen. La canción fue escrita por Brian May, en ella se presencia a Brian tocando el piano, siendo la única canción del álbum en la que el piano no es tocado por Mercury.
El tema fue lanzado como sencillo en 1977 solo en Japón donde llegó a alcanzar el puesto #49.
Actualmente se encuentra entre las canciones participantes del disco "Songs for Japan" ya que además de estar cantada parte en japonés, posee un mensaje de esperanza.
Una versión muy especial de esta canción es la realizada por Queen + Paul Rodgers durante la actuación de la banda en Japón (recogida en el DVD SUPER LIVE IN JAPAN), donde la canción es interpretada en su mayoría por Brian May aunque respaldado por los agudos de Roger Taylor en los estribillos así como la participación del público Nipón en la parte de "Teo Torriate kono mama iko..."; Paul Rodgers interviene casi al final de la canción cuando May toma la Red Special para el final, en esta versión la parte del piano es suprimida y en su lugar May toca una guitarra electro-acústica de 12 cuerdas emulando el sonido del piano de la versión original de estudio.
En los Juegos Olímpicos de Tokio 2020, celebrados en 2021 por la pandemia, la canción sonó en la ceremonia de apertura, durante la llegada del fuego olímpico.
- Datos: Q943353